# Hesperobaenus rufipes
Hesperobaenus rufipes is een keversoort uit de familie kerkhofkevers (Monotomidae). De wetenschappelijke naam van de soort werd in 1863 gepubliceerd door John Lawrence LeConte.